# Tangara xanthogastra
Tangara xanthogastra là một loài chim trong họ Thraupidae.